# Jacoby Orgelverkstad

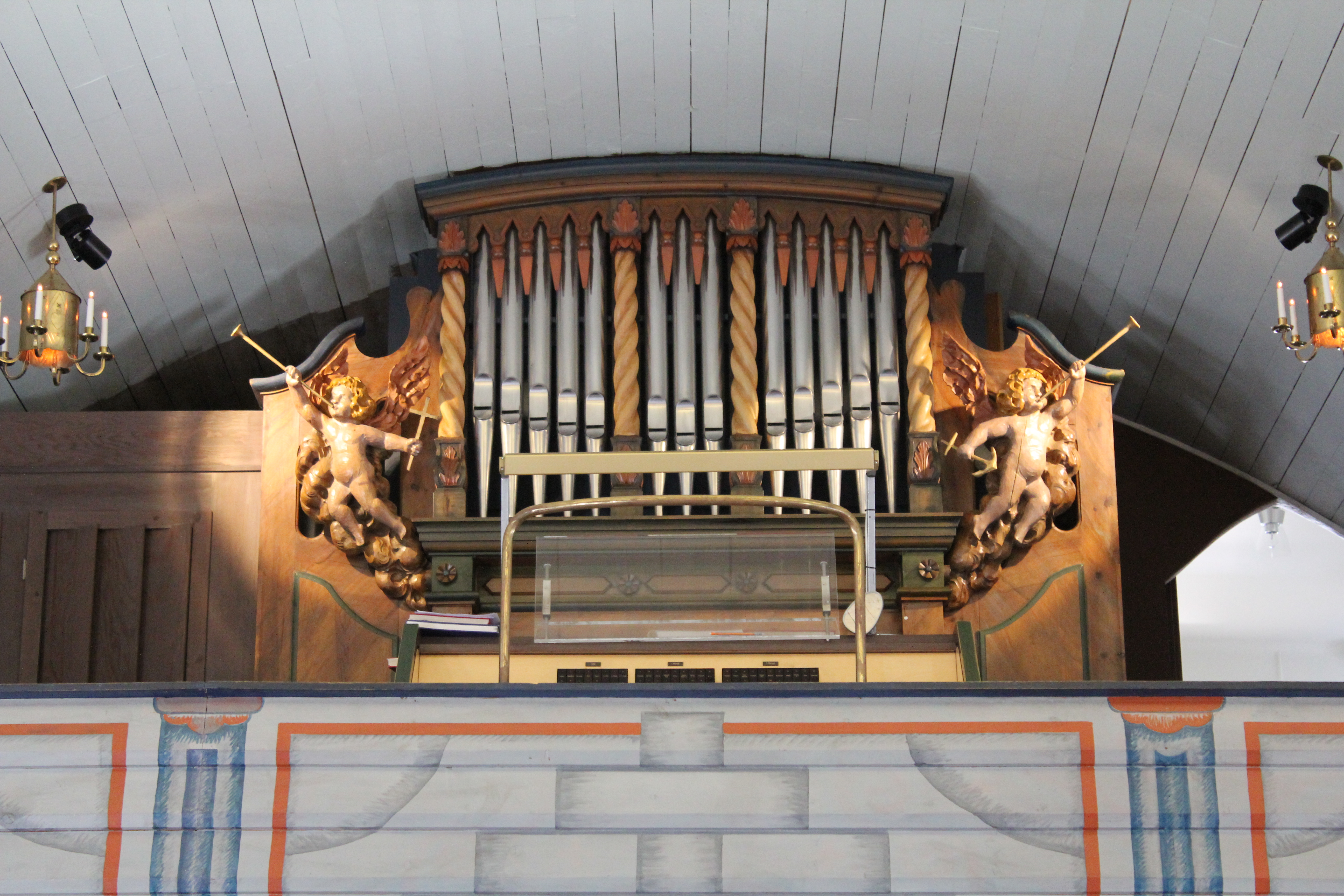
Läktarorgeln i Enskede kyrka.

Jacoby Orgelverkstad var ett företag grundat 1960, som låg på Hornsgatan i Stockholm. Innehavare var orgelbyggaren Richard Jacoby.

## Biografi
Jacoby var född 19 september 1930 i Tyskland och utbildad till orgelbyggare där hos Josef Goebel och vid Werner Bosch Orgelbau. Han flyttade 1953 till Sverige. Var gift med Adelheid Margarete Jacoby.
Företaget Jacoby Orgelverkstad AB, som var aktivt åren 1960–1982, byggde nya orglar samt renoverade och restaurerade äldre instrument. 

## Förteckning över orglar byggda av Jacoby
| År         | Ursprunglig kyrka            | Stift      | Bild | Manualer | Pedal        | Stämmor | Bevarad orgel/fasad | Övrigt                                                                 |
| ---------- | ---------------------------- | ---------- | ---- | -------- | ------------ | ------- | ------------------- | ---------------------------------------------------------------------- |
| 1961       | Sankt Ansgars kyrka, Bromma  | Stockholm  |      |          |              | 5       | ?                   |                                                                        |
| 1963       | Vårdnäs kyrka                | Linköping  |      | 2        | Självständig | 22      | Ja/Ja               | Mekanisk orgel.                                                        |
| 1963       | Skagershults kyrka           | Strängnäs  |      | 2        | Självständig | 15      | Ja/Ja               | Mekanisk orgel.                                                        |
| 1964       | Baptistkyrkan, Hässelby      |            |      | 1        | Självständig | 10      | Ja/Ja               | Mekanisk orgel.                                                        |
| 1964       | Västra Torsås kyrka          | Växjö      |      | 2        | Självständig | 18      | Ja/Ja               | Mekanisk orgel.                                                        |
| 1964       | Västra Torsås kapell         | Växjö      |      | 1        | Bihängd      | 5       | Ja/Ja               | Mekanisk orgel.                                                        |
| 1965       | Gusums kapell                | Linköpings |      | 1        | Bihängd      | 4       | Ja/Ja               | Mekanisk orgel.                                                        |
| 1965       | S:t Maria kyrka, Helsingfors | Finland    |      | 2        | Självstängd  | 17      | Ja/Ja               | Mekanisk orgel.                                                        |
| 1966       | Gusums kyrka                 | Linköpings |      | 2        | Självständig | 14      | Ja/Ja               | Mekanisk orgel.                                                        |
| 1966       | Vists kyrka                  | Linköping  |      | 2        | Självständig | 21      | Ja/Ja               | Mekanisk traktur, elektrisk registratur.                               |
| 1966       | Tavelsjö kyrka               | Luleå      |      | 3        | Självständig | 23      | Ja/Ja               | Mekanisk traktur, elektrisk registratur.                               |
| 1967       | Sätrakyrkan                  | Stockholm  |      | 2        | Självständig | 10      | Ja/Ja               | Mekanisk orgel.                                                        |
| 1967       | S:t Anna kyrka               | Linköpings |      | 2        | Självständig | 17      | Ja/Ja               | Mekanisk orgel.                                                        |
| 1967       | Nydala kloster               | Växjö      |      | 2        | Självständig | 15      | Ja/Ja               | Mekanisk orgel.                                                        |
| 1968       | Börrums kyrka                | Linköpings |      | 1        | Bihängd      | 5       | Ja/Ja               | Mekanisk orgel.                                                        |
| 1968       | S:t Henriks kyrka            | Finland    |      | 2        | Självatändig | 13      | Ja/Ja               | Mekanisk orgel.                                                        |
| 1969       | Kumla kyrka                  | Västerås   |      | 2        | Självständig | 22      | Ja/Ja               | Mekanisk orgel.                                                        |
| 1970-talet | Sankt Lukas kyrka, Kallhäll  | Stockholm  |      | 1        | Självständig | 6       | Ja/Ja               | Mekanisk orgel. Flyttades 1981 till Surahammars missionskyrka.         |
| 1970       | Östra Husby kyrka            | Linköpings |      | 1        | Självständig | 6       | Ja/Ja               | Mekanisk kororgel.                                                     |
| 1971       | Sjögestads kyrka             | Linköping  |      | 2        | Självständig | 23      | Ja/Ja               | Mekanisk orgel.                                                        |
| 1973       | Ösmo kyrka                   | Strängnäs  |      | 1        | -            | 4       | Ja/Ja               | Mekanisk kororgel.                                                     |
| 1973       | Norsbergs kyrka              | Stockholm  |      | 1        | Självständig | 5       | Ja/Ja               | Mekanisk orgel. Flyttades 1985 till Storvretens församlingssal, Tumba. |
| 1973       | Tumba kyrka                  | Stockholm  |      | 2        | Självständig | 15      |                     |                                                                        |
| 1974       | Kolberga församlingshem      | Växjö      |      | 1        | Självständig | 5       | Ja/Ja               | Mekanisk orgel.                                                        |
| 1974       | Brunnsbokyrkan               | Göteborg   |      | 2        | Självständig | 9       | Ja/Ja               | Mekanisk orgel. Flyttades 1988 till Biskopsgårdens församlingshem.     |
| 1974       | Håstenskyrkan                |            |      | 1        | Självständig | 5       | Ja/Ja               | Mekanisk orgel.                                                        |
| 1974       | Ebeneserkyrkan               |            |      | 2        | Självständig | 9       | Ja/Ja               | Pneumatisk orgel.                                                      |
| 1974       | Vårfrukyrkan, Västerås       |            |      | 1        | Självständig | 6       | Ja/Ja               | Mekanisk orgel.                                                        |
| 1975       | Smedbykyrkan                 | Linköpings |      | 2        | Självständig | 12      | Ja/Ja               | Pneumatisk orgel.                                                      |
| 1976       | Enskede kyrka                | Stockholm  |      | 2        | Självständig | 22      | Ja/Ja               | Mekanisk orgel.                                                        |
| 1977       | Hagalunds kyrka              | Stockholm  |      | 1        | -            | 3       | Ja/Ja               | Mekanisk kororgel.                                                     |
| 1979       | ?                            |            |      | 1        | Självständig | 6       | Ja/Ja               | Mekanisk orgel. Orgel flyttades 1984 till Österåkers kyrka, Uppland.   |
| 1979       | Hagalunds kyrka              | Stockholm  |      | 2        | Självständig | 27      | Ja/Ja               | Mekanisk traktur, elektrisk registratur.                               |
| 1980       | S:t Lars kyrka, Uppsala      |            |      | 1        | Självständig | 5       | Ja/Ja               | Mekanisk orgel.                                                        |
| 1981       | Sollentuna kyrka             | Stockholm  |      | 1        | Självständig | 6       | Ja/Ja               | Mekanisk kororgel.                                                     |

### Reparationer
| År         | Ursprunglig kyrka             | Stift      | Bild | Manualer | Pedal        | Stämmor | Bevarad orgel/fasad | Övrigt                             |
| ---------- | ----------------------------- | ---------- | ---- | -------- | ------------ | ------- | ------------------- | ---------------------------------- |
| 1960-talet | Skeda kyrka                   | Linköping  |      | 2        | Självständig | 15      | Ja/Ja               | Renovering.                        |
| 1960       | Valdemarsviks kyrka           | Linköpings |      | 2        | Självständig | 12      | Ja/Ja               | Omdisponering.                     |
| 1961       | Boo kyrka                     | Stockholm  |      | 2        | Självständig | 19      | ?                   | Omdisponering                      |
| 1961       | Hannäs kyrka                  | Linköpings |      | 2        | Självständig | 17      | Ja/Ja               | Renovering.                        |
| 1961       | Gryts kyrka                   | Linköpings |      | 1        | Självständig | 17      | Ja/Ja               | Renovering.                        |
| 1962       | Elimkyrkan, Stockholm         |            |      | 2        | Självständig | 12      | Ja/Ja               | Omdisponerad.                      |
| 1964       | Kölingareds kyrka             | Skara      |      | 1        | Självständig | 15      | Ja/Ja               | Renovering.                        |
| 1965       | Edshults kyrka                | Linköpings |      | 1        | Bihängd      | 11      | Ja/Ja               | Renovering.                        |
| 1966       | Blackstads kyrka              | Linköpings |      | 2        | Självständig | 13      | Ja/Ja               | Omdisponering.                     |
| 1967       | Törnsfalls kyrka              | Linköpings |      | 2        | Självständig | 16      | Ja/Ja               | Omändrad.                          |
| 1968       | Näsby kyrka                   | Växjö      |      | 2        | Bihängd      | 11      | Ja/Ja               | Renovering.                        |
| 1969       | Kumla kyrka                   | Linköping  |      | 1        | Bihängd      | 8       | Ja/Ja               | Renovering.                        |
| 1969       | Bellö kyrka                   | Linköpings |      | 1        | Bihängd      | 9       | Ja/Ja               | Renovering.                        |
| 1970       | Vikingstads kyrka             | Linköping  |      | 2        | Självständig | 26      | Ja/Ja               | Renovering.                        |
| 1970       | Stuguns gamla kyrka           | Härnösand  |      | 1        | Bihängd      | 8       | Ja/Ja               | Renovering.                        |
| 1971       | Kråkshults kyrka              | Linköpings |      | 1        | Självständig | 18      | Ja/Ja               | Renovering.                        |
| 1971       | Östra Husby kyrka             | Linköpings |      | 2        | Självständig | 23      | Ja/Ja               | Renovering.                        |
| 1971       | Flisby kyrka                  | Linköpings |      | 1        | Bihängd      | 3       | Ja/Ja               | Renovering. Gammelkyrkans orgel.   |
| 1972       | Sunne kyrka                   | Härnösand  |      | 1        | Självständig | 14      | Ja/Ja               | Restaurering.                      |
| 1977       | Sankt Eriks katolska domkyrka |            |      | 2        | Självständig | 25      | Ja/Ja               | Omändrad.                          |
| 1978       | Filadelfiakyrkan, Stockholm   |            |      | 2        | Självständig | 33      | Ja/Ja               | Omändrad.                          |
| 1980       | Hidinge nya kyrka             | Strängnäs  |      | 1        | -            | 3       | Ja/Ja               | Renovering. Orgeln i sidokapellet. |
| 1982       | Tångeråsa kyrka               | Strängnäs  |      | 1        | Självständig | 10      | Ja/Ja               | Renovering.                        |